# Fernandina
Fernandina – wyspa w archipelagu Galapagos, należącym do Ekwadoru. Jest trzecią pod względem powierzchni wyspą archipelagu, znajduje się najdalej na zachód spośród głównych wysp archipelagu. Została nazwana na cześć Ferdynanda Aragońskiego, króla Aragonii, który był sponsorem wyprawy Kolumba. Wyspa jest bezludna.

## Geologia

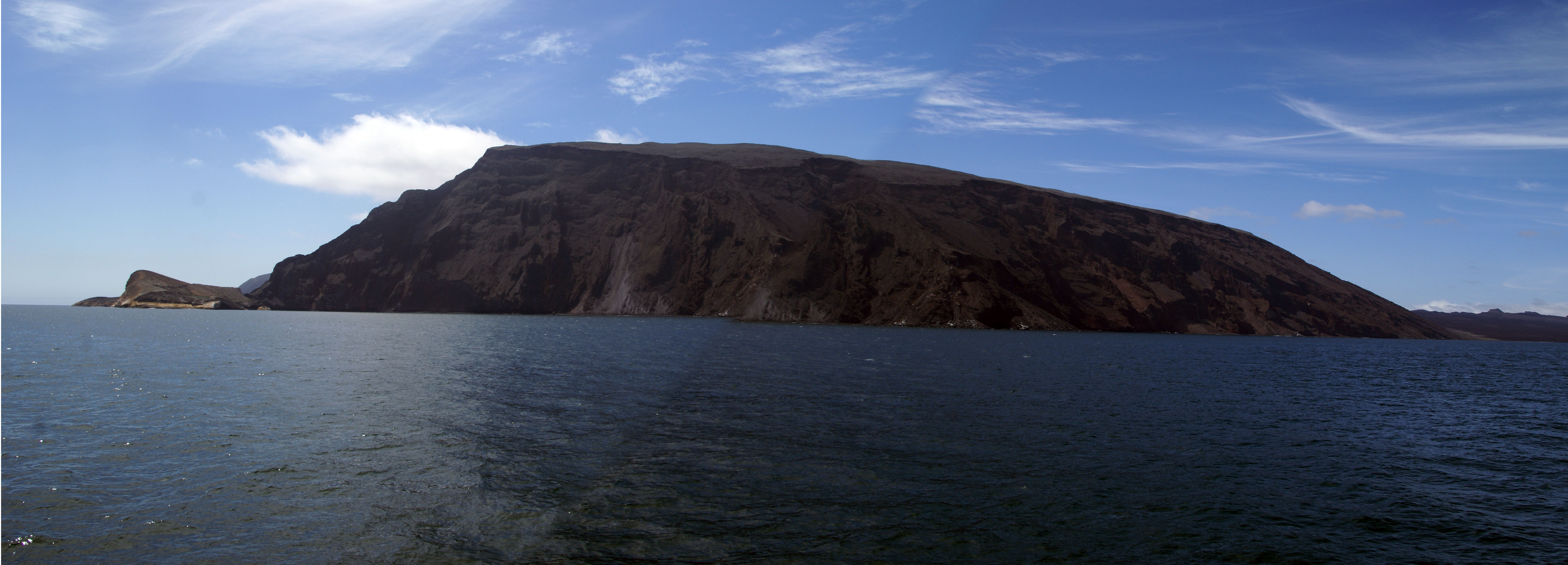
Wybrzeże wyspy

Jest to wyspa wulkaniczna, jej najwyższym punktem jest szczyt wznoszącego się na 1476 m n.p.m. wulkanu tarczowego o nazwie La Cumbre. Fernandina jest najmłodszą i najbardziej aktywną wulkanicznie wyspą archipelagu, leży centralnie ponad plamą gorąca Galapagos. Liczy sobie mniej niż milion lat, a ostatnia erupcja wulkanu na niej miała miejsce w 2018 roku.

## Fauna i flora
Na Fernandinie występuje duża populacja legwanów lądowych, które gnieżdżą się na obrzeżach kaldery wulkanu, a nawet w jej wnętrzu. Występują tu dwa endemiczne gatunki gryzoni, galapagosek wulkaniczny i galapagosek kraterowy, które przetrwały dzięki temu, że na wyspę nie dostały się zawleczone przez ludzi szczury i inne zwierzęta. Zimny prąd morski dopływający do tej wyspy z zachodu sprawia, że wody wokół niej obfitują w organizmy żywe.
Na Fernandinie występuje endemiczny, krytycznie zagrożony gatunek żółwia słoniowego, Chelonoidis phantasticus. Przez 110 lat podejrzewano, że najprawdopodobniej wyginął, do czego przyczyniła się aktywność wulkanu, jednak w lutym 2019 znaleziona została jedna, ponad stuletnia samica. Pracownicy parku narodowego przetransportowali ją do ośrodka na wyspie Santa Cruz.
Wyspa jest niezamieszkana, ale turyści mogą odwiedzać jedno miejsce, Punta Espinoza na północy wyspy. Można tam obserwować krajobraz ukształtowany przez świeży wulkanizm, występujące na wybrzeżu legwany morskie i kormorany nielotne, a także kaktus Brachycereus nesioticus, wyrastający na zastygłych potokach lawy.